# Крэпп, Лоррейн
Лоррейн Джойс Крэпп (англ. Lorraine Joyce Crapp, в замужестве Тёрлоу, англ. Thurlow; род. 1 октября 1938, Сидней, Новый Южный Уэльс) — австралийская пловчиха, двукратная чемпионка летних Олимпийских игр 1956 года, трёхкратная чемпионка Игр Содружества.

## Биография
Лоррейн Джойс Крэпп родилась в 1938 году в Сиднее. Её отец служил в Королевских военно-воздушных силах Австралии. В 1952 году Крэпп приняла участие в Чемпионате Австралии по плаванию, где заняла второе место на дистанции 880 ярдов после Джуди-Джой Дэвис. В 1954 году 15-летняя Крэпп на Играх Содружества заняла первое место на дистанциях 110 и 440 ярдов вольным стилем. На домашних летних Олимпийских играх 1956 года в Мельбурне Крэпп победила на дистанции 400 м вольным стилем, а также в составе сборной Австралии в эстафете 4×100 м вольным стилем. Кроме того, она заняла второе место на дистанции 100 м вольным стилем, уступив соотечественнице Дон Фрейзер. На летних Олимпийских играх 1960 года Крэпп в составе сборной завоевала серебряную медаль в эстафете 4×100 м вольным стилем. За свою карьеру она установила 23 мировых рекорда.
После Олимпийских игр 1960 года Крэпп завершила спортивную карьеру. В дальнейшем она вышла замуж за доктора Билла Тёрлоу. В 1972 году была включена в Зал Славы мирового плавания. В 1998 году она стала членом Орденом Австралии. Кроме того, была удостоена Медали Столетия и Австралийской спортивной медали.